# Veenendaal-Veenendaal 1997
La Veenendaal-Veenendaal 1997, dodicesima edizione della corsa, si svolse il 17 aprile su un percorso di 210 km, con partenza e arrivo a Veenendaal. Fu vinta dall'olandese Jeroen Blijlevens della squadra TVM-Farm Frites davanti al connazionale Léon van Bon e al lettone Arvis Piziks.

## Ordine d'arrivo (Top 10)
| Pos. | Corridore           | Squadra                    | Tempo    |
| ---- | ------------------- | -------------------------- | -------- |
| 1    | Jeroen Blijlevens   | TVM-Farm Frites            | 4h56'54" |
| 2    | Léon van Bon        | Rabobank                   | s.t.     |
| 3    | Arvis Piziks        | Rabobank                   | s.t.     |
| 4    | Aart Vierhouten     | Rabobank                   | s.t.     |
| 5    | Elio Aggiano        | Refin-Mobilvetta           | s.t.     |
| 6    | Ludo Dierckxsens    | Tönissteiner-Saxon-Colnago | s.t.     |
| 7    | Mauro Bettin        | Refin-Mobilvetta           | s.t.     |
| 8    | Peter Van Petegem   | TVM-Farm Frites            | s.t.     |
| 9    | Vjačeslav Džavanjan | Roslotto-ZG Mobili         | s.t.     |
| 10   | Mirko Gualdi        | Team Polti                 | s.t.     |